# Transpirationssog
Unter Transpirationssog versteht man jene Kraft, die Wasser am oberen Ende einer geschlossenen Wassersäule nach oben saugen kann.
Tatsächlich wird das Wasser durch die Adhäsion an der Wandung von engen Röhren angezogen und kann durch diese sogenannte Kapillarität auch die Schwerkraft überwinden. Wenn Wasser am oberen Ende einer Kapillare verdunstet, die in einem Wasserbecken steht, so wird weiteres Wasser durch den atmosphärischen Druck von unten nachgeschoben. Da der atmosphärische Luftdruck begrenzt ist, steigt Wasser auf diese Weise höchstens 10 Meter hoch. Wenn Wasser in einer senkrecht stehenden Kapillare selbsttätig bis auf eine Höhe von 10 Metern aufsteigt, so ist der atmosphärische Druck am Fußpunkt der Kapillare ausgeglichen. Ein weiteres Saugen würde an der Grenzfläche zwischen Luft und Wasser zur Bildung eines Vakuums führen, welches den Aufstieg von weiterem Wasser verhindert.
Nach der inzwischen allgemein akzeptierten Kohäsionstheorie erlaubt jedoch die Wasserabgabe der Blätter einer Pflanze den Wassertransport in größere Höhen, als es der atmosphärische Druck eigentlich ermöglicht. Über die Spaltöffnungen der Blätter verdunstet Wasser und es entsteht ein Sog, der dafür sorgt, dass das Wasser aus der Wurzel durch die Xylemgefäße nach oben gezogen wird. Dabei sind größere Höhen als 10 Meter entgegen der Schwerkraft überwindbar. Es werden quasi Wasserfäden nach oben gezogen.
Osmose, mithin der Gradient des Wasserpotenzials, ist für den Wassertransport über große Höhenunterschiede ausreichend. Osmotischer Druck wird bereits in den Wurzeln erzeugt (siehe Wurzeldruck).
Messungen zeigen, dass die Transpirationsthese für den Wassertransport in Pflanzen über große Höhenunterschiede nicht konsistent ist.